# Manuel Gracia
Manuel Gracia Navarro (Peñarroya-Pueblonuevo, Córdoba, 29 de enero de 1946) es un político español perteneciente al PSOE, fue  presidente del Puerto de Sevilla y expresidente del Parlamento andaluz.
Es licenciado en Filosofía y Letras y es catedrático de instituto.

## Biografía
Manuel Gracia Navarro ingresó en el PSOE en 1975 y fue senador por la provincia de Córdoba en las Cortes Constituyentes de 1977, cargo que ocupó hasta 1979, cuando fue elegido diputado por la misma circunscripción hasta 1982. Ese mismo año es nombrado consejero de Educación de la Junta de Andalucía, cargo que ocuparía hasta 1986, cuando es nombrado consejero de la Presidencia de la Junta de Andalucía (1986-1990). Cuando deja el cargo es nombrado senador por designación autonómica (1990-1994). Un año después, en 1991, es nombrado portavoz de la corporación municipal socialista en el ayuntamiento de Córdoba. Fue portavoz y presidente del Grupo Parlamentario Socialista desde el 2004 hasta marzo de 2010. Ha sido diputado autonómico ininterrumpidamente desde 1982 hasta 2015.
El 19 de abril de 2012 fue proclamado presidente del Parlamento de Andalucía con 57 votos a favor, 50 en blanco y uno nulo cargo que ocupó hasta abril de 2015.